# City-Pier-City Loop

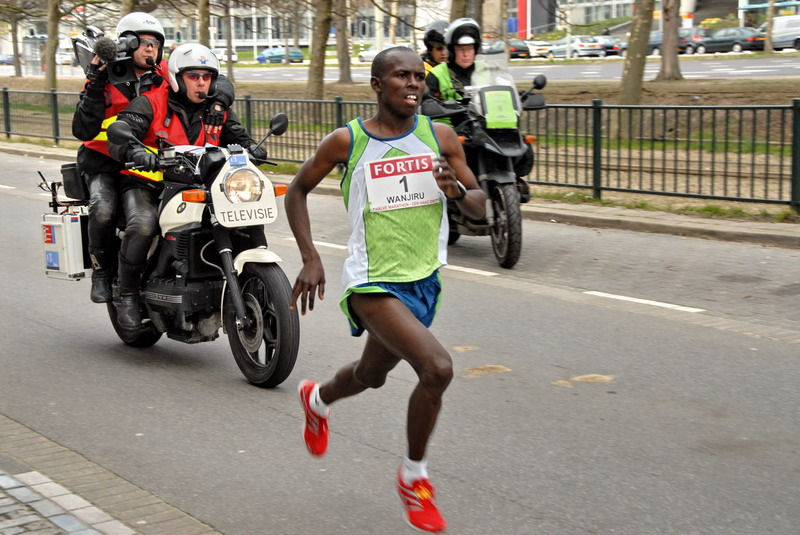
Samuel Wanjiru tijdens de halve marathon in 2007.

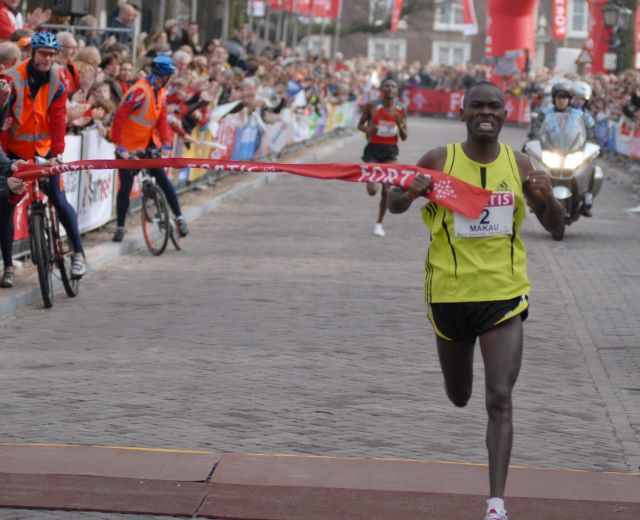
Patrick Makau wint in 2008.

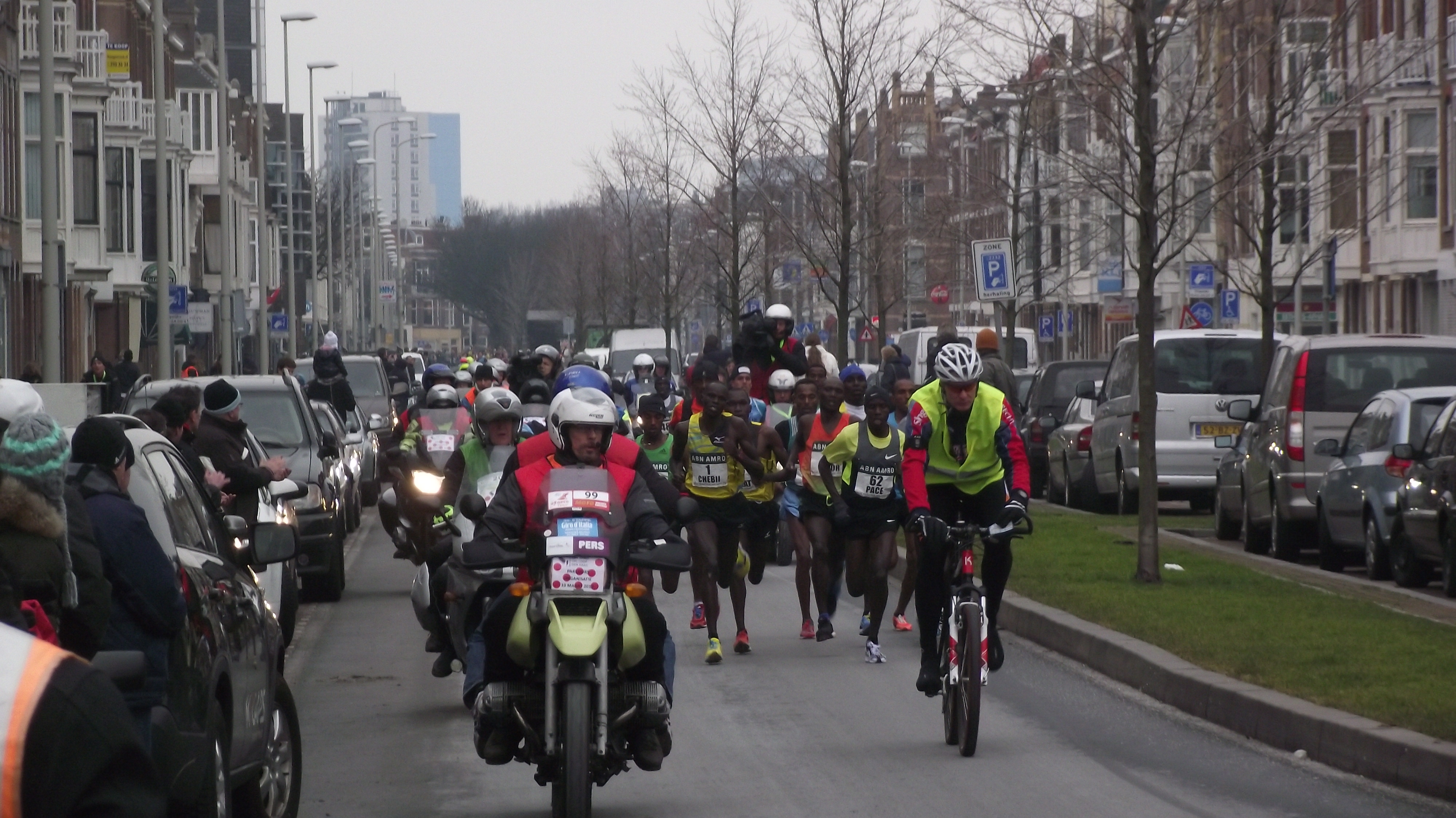
De kopgroep op de Valkenboslaan in 2013.

De City-Pier-City Loop is een sinds 1975 jaarlijks terugkerend hardloopevenement in Den Haag met als hoofdafstand de halve marathon (21,1 km). Naast deze afstand zijn er ook wedstrijden over 5 en 10 km en zijn er jeugdlopen van 1 en 2,5 km. Sinds 1980 doen er aan deze loop ook vrouwen mee. Marja Wokke schreef op 29 maart 1980 als eerste vrouwelijke deelnemer deze wedstrijd op haar naam.
In de beginjaren van de CPC Loop stonden er veel Nederlanders op het erepodium. De laatste jaren zijn het met name de Kenianen die de dienst uitmaken. In 2007 won de Keniaan Samuel Wanjiru deze loop in een wereldrecord van 58.33.
Tijdens deze wedstrijd werd in de volgende jaren tevens het Nederlands kampioenschap halve marathon gehouden: 1999, 2000, 2003 t/m 2009, 2014, 2016.
In 2019 werd de loop voor het eerst in zijn geschiedenis afgelast vanwege slecht weer. Het waaide op de dag dat de loop moest plaatsvinden heel erg hard, waardoor het onverantwoord was om te lopen. De tweede keer dat de loop moest worden afgelast was in 2021 vanwege de coronapandemie die in 2020 uitbrak. Om diezelfde reden werd de loop in 2022 verplaatst naar september. 

## Parcoursrecords

### Mannen
- Samuel Wanjiru  Kenia 58.33

### Vrouwen
- Lornah Kiplagat  Kenia 1:06.56

## Top 10 finishtijden
Met een gemiddelde tijd van 59.15,7 over de snelste tien finishtijden ooit gelopen bij deze wedstrijd staat Den Haag op de vijfde plaats (na Valencia, Ras al-Khaimah, Kopenhagen en New Delhi) van de lijst van snelste halve marathonsteden in de wereld.
| Rang | Naam                      | Land | Tijd  | Jaar | Plek |
| ---- | ------------------------- | ---- | ----- | ---- | ---- |
| 1    | Samuel Wanjiru            | KEN  | 58.33 | 2007 | 1    |
| 2    | Stephen Kosgei Kibet      | KEN  | 58.54 | 2012 | 1    |
| 3    | Jonathan Maiyo            | KEN  | 59.02 | 2012 | 2    |
| 4    | Kenneth Kipkemoi          | KEN  | 59.11 | 2012 | 3    |
| 5    | Stanley Biwott            | KEN  | 59.20 | 2015 | 1    |
| 6    | Geoffrey Kipsang Kamworor | KEN  | 59.26 | 2012 | 4    |
| 7    | Cyprian Kotut             | KEN  | 59.28 | 2015 | 2    |
| 8    | Victor Kipchirchir        | KEN  | 59.31 | 2012 | 5    |
| 9    | Edwin Kiptoo              | KEN  | 59.35 | 2015 | 3    |
| 10   | Lelisa Desisa             | ETH  | 59.37 | 2011 | 1    |
|      | James Rungaru             | KEN  | 59.37 | 2018 | 1    |

(bijgewerkt t/m 2023)

## Uitslagen
| Editie | Jaar          | Snelste man                                       | Land                                              | Tijd                                              | Snelste vrouw                                     | Land                                              | Tijd                                              |
| ------ | ------------- | ------------------------------------------------- | ------------------------------------------------- | ------------------------------------------------- | ------------------------------------------------- | ------------------------------------------------- | ------------------------------------------------- |
| 1      | 12 april 1975 | Henk Kalf                                         | Nederland                                         | 42.53                                             | geen vrouwen                                      | geen vrouwen                                      | geen vrouwen                                      |
| 2      | 27 maart 1976 | José Reveyn                                       | België                                            | 1:03.24                                           | geen vrouwen                                      | geen vrouwen                                      | geen vrouwen                                      |
| 3      | 26 maart 1977 | Joachim Schirmer                                  | Duitsland                                         | 1:02.40                                           | geen vrouwen                                      | geen vrouwen                                      | geen vrouwen                                      |
| 4      | 8 april 1978  | Wolf-Dieter Poschmann                             | Duitsland                                         | 1:03.36                                           | geen vrouwen                                      | geen vrouwen                                      | geen vrouwen                                      |
| 5      | 31 maart 1979 | Oyvind Dahl                                       | Noorwegen                                         | 1:03.07                                           | geen vrouwen                                      | geen vrouwen                                      | geen vrouwen                                      |
| 6      | 29 maart 1980 | Oyvind Dahl                                       | Noorwegen                                         | 1:02.46                                           | Marja Wokke                                       | Nederland                                         | 1:13.59                                           |
| 7      | 28 maart 1981 | Oyvind Dahl                                       | Noorwegen                                         | 1:04.18                                           | Ine Valentin                                      | Nederland                                         | 1:24.31                                           |
| 8      | 27 maart 1982 | Hugh Jones                                        | Engeland                                          | 1:01.06                                           | Annie van Stiphout                                | Nederland                                         | 1:14.34                                           |
| 9      | 19 maart 1983 | Cor Lambregts                                     | Nederland                                         | 1:00.40                                           | Gerrie Timmermans                                 | Nederland                                         | 1:18.44                                           |
| 10     | 31 maart 1984 | Ray Crabb                                         | Engeland                                          | 1:02.56                                           | Carla Beurskens                                   | Nederland                                         | 1:12.57                                           |
| 11     | 30 maart 1985 | Carl Thackery                                     | Engeland                                          | 1:02.11                                           | Carla Beurskens                                   | Nederland                                         | 1:10.44                                           |
| 12     | 5 april 1986  | David Tavares                                     | Portugal                                          | 1:02.50                                           | Carla Beurskens                                   | Nederland                                         | 1:09.28                                           |
| 13     | 28 maart 1987 | Marti ten Kate                                    | Nederland                                         | 1:03.14                                           | Karolina Szabo                                    | Hongarije                                         | 1:10.58                                           |
| 14     | 26 maart 1988 | Marti ten Kate                                    | Nederland                                         | 1:02.20                                           | Evy Palm                                          | Zweden                                            | 1:12.24                                           |
| 15     | 2 april 1989  | Marti ten Kate                                    | Nederland                                         | 1:01.34                                           | Nelly Aerts                                       | België                                            | 1:11.32                                           |
| 16     | 31 maart 1990 | Marti ten Kate                                    | Nederland                                         | 1:02.24                                           | Carla Beurskens                                   | Nederland                                         | 1:10.04                                           |
| 17     | 23 maart 1991 | John Burra                                        | Tanzania                                          | 1:01.38                                           | Ingrid Kristiansen                                | Noorwegen                                         | 1:09.05                                           |
| 18     | 29 maart 1992 | Manuel Matias                                     | Portugal                                          | 1:02.04                                           | Anne van Schuppen                                 | Nederland                                         | 1:13.20                                           |
| 19     | 3 april 1993  | Benson Masya                                      | Kenia                                             | 1:00.24                                           | Colleen De Reuck                                  | Zuid-Afrika                                       | 1:10.50                                           |
| 20     | 27 maart 1994 | Benson Masya                                      | Kenia                                             | 1:02.00                                           | Jane Salumae                                      | Estland                                           | 1:10.10                                           |
| 21     | 26 maart 1995 | Simon Lopuyet                                     | Kenia                                             | 1:01.42                                           | Simona Staicu                                     | Roemenië                                          | 1:10.58                                           |
| 22     | 31 maart 1996 | Thomas Osano                                      | Kenia                                             | 1:02.03                                           | Jane Salumae                                      | Estland                                           | 1:11.38                                           |
| 23     | 23 maart 1997 | Grazia Calvaresi                                  | Italië                                            | 1:01.08                                           | Esther Kiplagat                                   | Kenia                                             | 1:10.10                                           |
| 24     | 29 maart 1998 | Simon Bor                                         | Kenia                                             | 1:01.03                                           | Tegla Loroupe                                     | Kenia                                             | 1:07.32                                           |
| 25     | 27 maart 1999 | Isaac Chemobo                                     | Kenia                                             | 1:01.00                                           | Christina Pomacu                                  | Roemenië                                          | 1:10.02                                           |
| 26     | 25 maart 2000 | Zebedayo Bayo                                     | Tanzania                                          | 1:01.07                                           | Lornah Kiplagat                                   | Kenia                                             | 1:06.56                                           |
| 27     | 24 maart 2001 | Josephat Kipchoge Rop                             | Kenia                                             | 1:02.12                                           | Catherine Ndereba                                 | Kenia                                             | 1:07.54                                           |
| 28     | 23 maart 2002 | Yusuf Songoka                                     | Kenia                                             | 1:00.53                                           | Linah Cheruiyot                                   | Kenia                                             | 1:08.54                                           |
| 29     | 29 maart 2003 | Joseph Ngolepus                                   | Kenia                                             | 1:00.56                                           | Marleen Renders                                   | België                                            | 1:09.54                                           |
| 30     | 20 maart 2004 | Christopher Cheboiboch                            | Kenia                                             | 1:02.41                                           | Mary Ptikany                                      | Kenia                                             | 1:13.36                                           |
| 31     | 19 maart 2005 | Moses Kipkosgei Kigen                             | Kenia                                             | 1:01.45                                           | Mary Ptikany                                      | Kenia                                             | 1:10.18                                           |
| 32     | 25 maart 2006 | Moses Kipkosgei Kigen                             | Kenia                                             | 1:01.17                                           | Simona Staicu                                     | Hongarije                                         | 1:12.49                                           |
| 33     | 17 maart 2007 | Samuel Wanjiru                                    | Kenia                                             | 58.33                                             | Hilda Kibet                                       | Kenia                                             | 1:09.43                                           |
| 34     | 15 maart 2008 | Patrick Makau Musyoki                             | Kenia                                             | 1:00.08                                           | Pauline Wangui                                    | Kenia                                             | 1:09.49                                           |
| 35     | 14 maart 2009 | Sammy Kitwara                                     | Kenia                                             | 59.47                                             | Pauline Wangui                                    | Kenia                                             | 1:10.50                                           |
| 36     | 14 maart 2010 | Patrick Makau Musyoki                             | Kenia                                             | 59.52                                             | Pauline Wangui                                    | Kenia                                             | 1:10.36                                           |
| 37     | 13 maart 2011 | Lelisa Desisa                                     | Ethiopië                                          | 59.37                                             | Flomena Chepchirchir                              | Kenia                                             | 1:09.06                                           |
| 38     | 11 maart 2012 | Stephen Kibet                                     | Kenia                                             | 58.54                                             | Josephine Chepkoech                               | Kenia                                             | 1:11.20                                           |
| 39     | 10 maart 2013 | Edwin Kipyego                                     | Kenia                                             | 1:00.05                                           | Laurane Picoche                                   | Frankrijk                                         | 1:11.45                                           |
| 40     | 9 maart 2014  | John Mwangangi                                    | Kenia                                             | 1:00.26                                           | Jip Vastenburg                                    | Nederland                                         | 1:13.15                                           |
| 41     | 8 maart 2015  | Stanley Biwott                                    | Kenia                                             | 59.20                                             | Maja Neuenschwander                               | Zwitserland                                       | 1:11.08                                           |
| 42     | 6 maart 2016  | Edwin Kipyego                                     | Kenia                                             | 1:00.27                                           | Minna Lamminen                                    | Finland                                           | 1:14.15                                           |
| 43     | 12 maart 2017 | Geoffrey Yegon                                    | Kenia                                             | 59.56                                             | Fabienne Schlumpf                                 | Zwitserland                                       | 1:10.17                                           |
| 44     | 11 maart 2018 | James Rungaru                                     | Kenia                                             | 59.37                                             | Maja Neuenschwander                               | Zwitserland                                       | 1:10.46                                           |
|        | 10 maart 2019 | Loop afgelast vanwege extreme weersomstandigheden | Loop afgelast vanwege extreme weersomstandigheden | Loop afgelast vanwege extreme weersomstandigheden | Loop afgelast vanwege extreme weersomstandigheden | Loop afgelast vanwege extreme weersomstandigheden | Loop afgelast vanwege extreme weersomstandigheden |
| 45     | 8 maart 2020  | Dawit Wolde                                       | Ethiopië                                          | 59.58                                             | Joyline Chemutai                                  | Kenia                                             | 1:09.44                                           |
| 46     | 25 sep. 2022  | Andrew Kwemoi Rotich                              | Oeganda                                           | 1:00:30                                           | Ludwina Chepngetich                               | Kenia                                             | 1:07. 30                                          |
| 47     | 12 maart 2023 | Brian Kiptoo                                      | Kenia                                             | 1:00.53                                           | Nienke Brinkman                                   | Nederland                                         | 1:07.44                                           |
| 48     | 10 maart 2024 | Abdi Nageeye                                      | Nederland                                         | 1:00.21 NR                                        | Susan Chembai                                     | Kenia                                             | 1:07.12                                           |
| 49     | 9 maart 2025  | Erick Sang                                        | Kenia                                             | 59.38                                             | Mekides Shimeles                                  | Ethiopië                                          | 1:08.17                                           |

1975 ·
1976 ·
1977 ·
1978 ·
1979 ·
1980 ·
1981 ·
1982 ·
1983 ·
1984 ·
1985 ·
1986 ·
1987 ·
1988 ·
1989 ·
1990 ·
1991 ·
1992 ·
1993 ·
1994 ·
1995 ·
1996 ·
1997 ·
1998 ·
1999 ·
2000 ·
2001 ·
2002 ·
2003 ·
2004 ·
2005 ·
2006 ·
2007 ·
2008 ·
2009 ·
2010 ·
2011 ·
2012 ·
2013 ·
2014 ·
2015 ·
2016 ·
2017 ·
2018 ·
2019 (afgelast) ·
2020 ·
2021 (afgelast) ·
2022 ·
2023 ·
2024
Amersfoort ·
Amsterdam ·
Breda ·
Den Haag ·
Den Helder ·
Dordrecht ·
Drunen ·
Eindhoven ·
Egmond aan Zee ·
Enschede ·
Etten-Leur ·
Haarlem ·
Haarlemmermeer ·
Hoorn ·
Leeuwarden ·
Leiden ·
Linschoten ·
Monster ·
Nijmegen ·
Pijnacker ·
Schoorl ·
Spijkenisse ·
Terschelling ·
Texel ·
Utrecht ·
Venlo ·
Zandvoort ·
Zwolle